# Lopușno, Sambir
Lopușno (în ucraineană Лопушно) este un sat în comuna Monastîreț din raionul Sambir, regiunea Liov, Ucraina.

## Demografie
Componența lingvistică a localității Lopușno
     Ucraineană (100%)
Conform recensământului din 2001, toată populația localității Lopușno era vorbitoare de ucraineană (100%).